# Graziella Magherini
Graziella Magherini, född 23 augusti 1927 i Florens, Toscana, död 10 december 2023 i Florens, var en italiensk psykiatriker och psykoanalytiker verksam vid Ospedale di Santa Maria Nuova i Florens. Hon är författare till boken "La Sindrome di Stendhal"  (The Stendhal syndrome) där hon definierar och beskriver det psykosomatiska tillstånd som kan drabba individer då de exponeras för konst. 